# Clubs de football bretons à New York
Maillots
Actualités
Les Bretons de New York s'illustrent depuis des décennies par leurs clubs de football, dont le plus prestigieux et plus vieux club de football français aux États-Unis, le Stade breton, qui évolue notamment en EDSL (Eastern District Soccer League), une ligue régionale affiliée à la FIFA et à la Fédération des États-Unis de soccer.
Créé en 1955 par Jean Pengloan, un immigré breton originaire de Gourin dans le Morbihan, le Stade breton devint, par la suite, un des clubs sportifs les plus importants hors de France mais aussi un puissant réseau communautaire facilitant la recherche d'emploi et de logement aux nouveaux immigrants bretons ,,. Chaque année jusqu'en 1984, le Stade breton organisait un grand bal nommé Les Ajoncs d'Or qui pouvait réunir plusieurs milliers de personnes.
Aujourd'hui, les clubs de football se sont internationalisés et les descendants d'immigrés bretons (ainsi que les expatriés) se retrouvent au sein de l'association BZH-New York. Cette association bretonne à but culturel et son sponsor le Stade brestois 29 soutiennent l'équipe loisir nommée Stade brestois New York. Le Stade Breton New York quant à lui est sponsorisé par Jean-Pierre Touchard et son restaurant le Tout Va Bien.

## Historique

### Le Stade Breton de 1955 au début duXXIesiècle
En 1955, Jean Pengloan créa le Stade breton. Plus qu’une simple association sportive dont le but était de faire connaître le soccer au public américain, le Stade Breton était avant tout un réseau d’entraide à destination des nouveaux arrivants. En effet, la communauté française de New York compte plusieurs dizaines de milliers de personnes. Parmi elle, une grande majorité de Bretons, venus au début du XXe siècle tenter dans la restauration, la grande aventure américaine. En particulier, la petite ville de Gourin, dans les Montagnes Noires, alimenta longtemps l’immigration bretonne aux États-Unis, si bien que, à six mille kilomètres plus à l’est, elle fut renommée « Gourin city ». Néanmoins, le Stade Breton fit également la part belle aux Alsaciens de New York , avant que l'Union Alsacienne crée sa propre équipe à New York.
Longtemps présidé par Jean-Pierre Touchard, patron du restaurant Tout Va Bien à Manhattan, le Stade breton est le plus vieux club de football français aux États-Unis, le seul à évoluer en EDSL, une ligue régionale d'un niveau plutôt élevé à New York.

### 2006-12: création de BZH New York
De 1955 à 2006, le Stade Breton fut la principale émanation des Bretons émigrés dans cette ville. Cependant, portée par la seconde génération de Bretons restés vivre sur place, une nouvelle association, Bzh New York a vu le jour en 2006 .
BZH New York, regroupant en 2012 près de 7000 membres et sympathisants, fut créée en décembre 2006 par un franco-américain, Charles Kergaravat. Originaire de Gourin, ville bretonne pourvoyeuse de nombreux Bretons de New York. Il créa la section soccer de BZH New York, permettant aux membres de l'association de pratiquer le football a un niveau loisir a 6 contre 6.
Nommés “Les Merlus de New York” de septembre 2008  à août 2011, les BZH New York étaient associés au FC Lorient, avant que le partenariat du Stade brestois ne remplace celui des Merlus . Ce nouveau partenariat prévoit une aide financière apportée par le club de Ligue 1 à l'association new-yorkaise et l'équipe de cette dernière est rebaptisée le Stade Brestois New York.
Sur la période de septembre 2008 à mai 2012, deux équipes bretonnes jouaient donc à New York, d'une part le Stade Breton New York en EDSL, d'autre part l'équipe mise en place par BZH New York en Urban Soccer.

### 2011-12: création du Stade Brestois New York
Ainsi, le premier sponsor des Bretons de New York hors Stade Breton fut le FC Lorient. Au printemps 2008, Alain LeRoch (ancien président du FCL) et Christophe Le Gall (ancien responsable de la communication) eurent l'idée d'un partenariat avec BZH New York pour monter une équipe de football . Cependant, le contrat entre l'association bretonne et le club professionnel fut rompu à la suite d'un changement de dirigeants chez ces derniers .
Toutefois, un nouveau partenariat entre le Stade brestois 29 et l'association BZH-New York fut annoncé le lundi 28 septembre 2011 au cours d'une conférence de presse en présence de Mr Eric Beati, Consul des États-Unis. Côté brestois étaient présents les deux vice-présidents Yvon Kermarec et Jacques Jolivet.
À compter de cette date, le Stade brestois 29 sponsorise l'association et l'équipe du Stade brestois-New York participe à des tournois vêtue des tenues du club durant deux saisons. Le club est aussi mis à l'honneur dans les différents événements que prévoit l'association américaine tout au long du partenariat.
Les raisons d'un partenariat entre Brest et les Bretons de New York sont aussi d'ordre historique. En effet, la ville de Brest et les États-Unis partagent une histoire commune : en mars 1781, 3 500 hommes ont quitté Brest pour participer à la Bataille de Yorktown, qui a assuré la victoire aux Américains contre les Anglais pendant la guerre d'indépendance. Plus tard, le trajet s'est effectué en sens inverse : près de 800 000 soldats américains ont débarqué à Brest entre 1917 et 1918 pour aider les troupes françaises pendant la Première Guerre mondiale. Et en 1944, la bataille de Brest fut l'une des plus dures de la percée alliée. Brest a été détruite et près de 4 000 GIs ont péri .

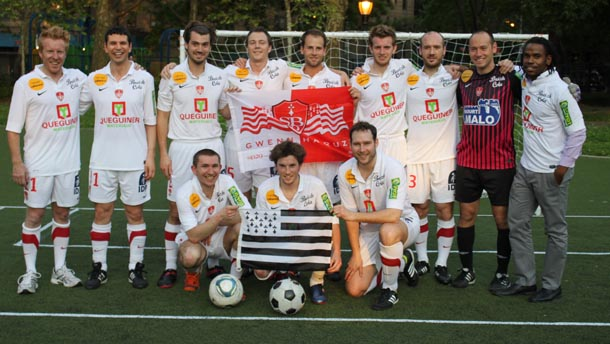
Stade brestois NY. Rencontre comptant pour le championnat YMCA LIC, fin 2012.

## Championnats, tournois et exhibitions de BZH-New York
Sponsorisé par le Stade Brestois, les joueurs portent la même tunique que les professionnels. Chaque semaine, ils rencontrent une autre équipe, l’occasion de faire connaissance avec d’autres communautés et de faire connaître la leur . Le club de Brest met des équipements à disposition des Bretons new-yorkais, qui disputent un championnat amateur loisir (Urban Soccer ou YMCA LIC suivant les saisons). En retour, BZH New York organise, chaque fois que c'est possible, le visionage a New York des matchs du Stade Brestois .
Outre le championnat, la rencontre annuelle majeure se déroule à l'occasion du tournoi interceltique de soccer, mettant aux prises différentes équipes celtes de New York, dont les Irlandais d'Irish Connection. BZH New York est le quadruple tenant du titre dans cette épreuve (vainqueurs chaque année depuis 2009) .
Lors de l'édition 2010, les Bretons de New York remportèrent, le samedi 17 avril, le trophée Pan Celtic Charity Shield. En prélude à la Coupe du monde, ce tournoi avait réuni huit équipes celtes à Manhattan, pour le bénéfice de l'association caritative Self Help Africa. L'équipe de BZH New York, les Merlus, représenta l'équipe de Bretagne. Elle réussit un tournoi victorieux en sortant en tête de leur groupe, après trois victoires contre une équipe irlandaise (3-1), une équipe galloise (5-0) et une équipe écossaise (11-2) avant de s'imposer en finale 1-0 contre Irish Rover, la seconde équipe irlandaise .
BZH New-York organise également des rencontres amicales avec, notamment des matchs d'exhibition face aux Marins de passage.
Une rencontre amicale opposa, samedi 3 avril 2010 à Chinatown sur le terrain de Roosevelt Park, les Bretons de NY aux marins du navire de la Jeanne d'Arc pour sa dernière escale. Le match se déroula devant une cinquantaine de supporters, majoritairement des membres de l'association BZH New York et quelques journalistes . Les Bretons s'imposèrent 5 à 3 avec un triplé de Jeremy Dole, aujourd'hui joueur et dirigeant du Stade Breton New York.
L'équipe du Stade Brestois New York participa en février 2012 un tournoi avec les équipes d'autres diasporas. Entre les Irish Network NY (Irlande) et les Flanders House Team NY (Flandres) s'était invité le groupe de supporters des Red Bulls de New York. Menée par Benoît Ferré, également joueur et dirigeant du Stade Breton New York, l'équipe bretonne, diminuée par plusieurs blessures, s'inclina en finale seulement sur le score de 1 à 0. Le 29 mai 2012, le Stade Brestois NY s'impose 3-2 face aux marins de la French Navy's Schooners (Goélettes de la Marine Nationale en escale à New York pour la Fleet Week) .

## Un club supporté par les bagads bretons
BZH-NY, ayant pour but de faire découvrir la Bretagne (qui historiquement inclut la Loire-Atlantique), sa culture et d’accompagner les Bretons qui débarquent à New York, accueillit le bagad de Saint-Nazaire, qui en retour supporta l'équipe des Bretons de New York à l'occasion de plusieurs matchs. En outre, le bagad de Saint-Nazaire défila en 2011 sur la célèbre Fifth Avenue de Manhattan pour la Fête de la Saint-Patrick, devant un million de spectateurs .
Par ailleurs, le Bagad Plougastell s'est rendu à New York pour la Saint-Patrick, en mars 2012, afin de participer au 251e anniversaire de la parade. Là aussi, ils supportèrent les Bretons de New York lors de plusieurs matches. La délégation comptait une trentaine de personnes .
Parallèlement, le Cercle Bleuniou Sivi donna de la voix au Stade brestois New York, lundi 19 mars 2012, à l'occasion d'un match amical de foot contre les New-Yorkais de Bowery. Ils renforcèrent le Stade brestois New York pour affronter un club local, en amical, les Bowery. Malgré une défaite 5-2, la rencontre se déroula dans une ambiance inédite, au son de clarinettes et autres binious ou de slogans du type : « Ici, c'est Brest ! » ou encore « Qui ne saute pas n'est pas brestois ! » .

## Stades
Le Stade brestois NY n'a pas de terrain attitré. Au niveau amateur, dans la mégalopole, les terrains de soccer sont réservés par les différentes ligues :
- Sarah Roosevelt Park, sur Manhattan, pour les matches du championnat Urban Soccer.
- River Park, dans le Queens, pour les matchs amicaux et le championnat YMCA LIC.

## Sponsors
Stade brestois 29, sponsor sportif, équipementier et partenaire culturel.
Breizh Punishers, la Brasserie de Bretagne et Paté Hénaff 
Armor-Lux, Parrain Officiel du FC Lorient 
Le Tout Va Bien, restaurant breton de New York, sponsor historique et QG du Stade Breton.
À peine le partenariat entre le Stade Brestois et les Bretons de New-York signé que certains habitants de Manhattan s'affichèrent déjà aux couleurs des 'Rouge et Blanc'. Profitant d'un coup de pub lors de l'ouverture d'une boutique à Times Square, un couple de brestois s'est fait photographier en affichant leur attachement pour le club de la Cité du Ponant. Ils ont pu profiter de quinze secondes de célébrité, la photo étant projetée sur un écran de 25 étages de haut, visible sur tout Times Square .